# Duben 2008
1. dubna – úterý
 Americký prezident George Bush při své návštěvě Ukrajiny vyjádřil svou podporu přičlenění této země k Severoatlantické alianci. Proti tomu se velmi ostře staví především Rusko, ale svůj negativní postoj vyjádřila i Francie.
2. dubna – středa
 Taoiseach (irský premiér) Bertie Ahern oznámil, že rezignuje na svou funkci, a to kvůli podezření z braní úplatků.
 V rumunské Bukurešti začal třídenní summit NATO. Americký prezident George W. Bush zde ve svém projevu vyzval alianci k přijetí Albánie, Makedonie, Chorvatska, Ukrajiny a Gruzie a vznesl návrh směrem k Rusku, aby se připojilo k americkému systému protiraketové obrany.
3. dubna – čtvrtek
 Zemřel český sochař Vladimír Preclík (* 23. května 1929).
 Evropská automatická kosmická loď ATV-1 Jules Verne úspěšně zakotvila u Mezinárodní vesmírné stanice ISS.
4. dubna – čtvrtek
WHO oficiálně oznámila, že testy s definitivní platností prokázaly, že v případě úmrtí, ke kterým došlo na podzim loňského roku v Pákistánu, došlo k „omezenému přenosu“ vysoce nebezpečné varianty viru ptačí chřipky z člověka na člověka. Zároveň ale dodala, že likvidace všech chovů na daném území zabránila dalšímu šíření epidemie.
6. dubna – neděle
Na summitu NATO v Bukurešti, Albánie a Chorvatsko, dostali oficiální pozvání ke vstupu do této organizace, kandidatura Makedonie byla naopak pozastavena pro odpor Řecka.
7. dubna – pondělí
 Rozhodné protesty odpůrců čínské politiky v Tibetu vážně narušily štafetový běh s olympijskou pochodní napříč Paříží. Jde po protestech v Londýně o další vážný incident, který vyjadřuje protest řady obránců lidských práv proti pořádání Olympijských her v Číně.
8. dubna – úterý
 Generál David Petraeus, nejvyšší velitel amerických vojenských sil v Iráku, během své výpovědi před Senátem oznámil, že Irák dělá malé, ale jisté pokroky ve své bezpečnostní situaci.
 Z kosmodromu Bajkonur odstartovala ruská kosmická loď Sojuz k Mezinárodní vesmírné stanici ISS s první jihokorejskou kosmonautkou I So-jon na palubě.
9. dubna – středa
 Český ministr zahraničí Karel Schwarzenberg se v Paříži vyslovil pro politický bojkot zahájení letních olympijských her v Pekingu.
10. dubna – čtvrtek
 Podle všeobecného očekávání bylo v Kataru zastaveno trestní řízení proti princi Hámidu bin Abdal Sánímu, který byl v České republice v roce 2005 zatčen za provozování sexu s nezletilými a z rozhodnutí tehdejšího ministra spravedlnosti Pavla Němce vydán zpět do vlasti.
11. dubna – pátek
 Generální guvernérka Michaëlle Jean dnes v Rideau Hall vyznamenala Řádem Kanady 43 Kanaďanů za mimořádné zásluhy o Kanadu, humanitu, atd.
 V Ostravě se srazily dvě tramvaje, srážka si vyžádala tři mrtvé a desítky zraněných.
14. dubna – pondělí
 po více než 40 letech bylo obnoveno vlakové spojení mezi Kalkatou a Dhákou, tedy mezi Indií a Bangladéšem, které bylo přerušeno roku 1965 při válce Indie s Pákistánem.
15. dubna – úterý
 Silvio Berlusconi se stal potřetí italským premiérem, když jeho strana Lid svobody zvítězila v parlamentních volbách.
 Papež Benedikt XVI. dnes poprvé během svého pontifikátu navštívil Spojené státy.
17. dubna – čtvrtek
 Papež Benedikt XVI. na své historicky první návštěvě Spojených států důrazně vytkl americkým biskupům způsob, jakým řešili zneužívání nezletilých pedofilními duchovními. Skandál, do kterého bylo zapleteno 4000 duchovních značně poškodil obraz katolické církve nejen v USA.
18. dubna – pátek
 Celodenní stávka řidičů hromadné dopravy způsobila dopravní kolaps v maďarském hlavním městě Budapešti.
19. dubna – sobota
 Ruská kosmická loď Sojuz s první jihokorejskou kosmonautkou I So-jon na palubě přistála na Zemi po více než desetidenní misi k Mezinárodní vesmírné stanici (ISS). Přistání se uskutečnilo 420 kilometrů mimo plánovaný cíl a kosmonauti byli vystaveni extrémnímu přetížení. Přesto je jejich stav podle první lékařské prohlídky uspokojivý.
22. dubna – úterý
 Poprvé v historii se kurz eura vůči dolaru dostal na hodnotu 1,60. Hlavním důvodem jsou v rozdíly v úrokových sazbách obou regionů, které v současné době preferují EU.
23. dubna – středa
 Nová nadějná vakcína proti viru ptačí chřipky H5N1 byla úspěšně otestována prozatím na myších v USA. Látka, vyvinutá metodami genového inženýrství by měla poskytnout dlouhodobou ochranu před onemocněním a její výroba by měla výrazně levnější než pro doposud používané očkovací preparáty proti chřipce.
24. dubna – čtvrtek
 Americká vyslankyně v Zimbabwe jednoznačně prohlásila, že v prezidentských volbách v této zemi zvítězil opoziční kandidát Morgan Tsvangirai a současný prezident Robert Mugabe by mu měl předat svoji funkci.
25. dubna – pátek
 Americká vláda oficiálně obvinila Sýrii, že ve spolupráci se Severní Koreou stavěla jaderný reaktor. Reaktor byl zničen letectvem izraelské armády 6. září 2007 při Operaci Ovocný sad.
27. dubna – neděle
 Afghánský prezident Hamíd Karzáí přežil pokus o atentát, ale 1 osoba zemřela a 11 je těžce zraněno. Dle vyjádření Ministerstva obrany Afghánistánu, je za atentát zodpovědný Tálibán.
28. dubna – pondělí
 V Rakousku byl odhalen 73letý muž, který 24 let věznil svoji dceru ve sklepě svého domu, a měl s ní 7 dětí.
 K velmi vážnému železničnímu neštěstí došlo ve východní Číně. Srážka dvou protijedoucích vlaků si vyžádala kolem 70 obětí na životech a dalších více než 400 pasažérů utrpělo zranění.
29. dubna – úterý
 Evropská unie podepsala se Srbskem asociační dohodu, která by měla směřovat k budoucímu začlenění Srbska do EU. Základní podmínkou však je spolupráce Bělehradu s Mezinárodním trestním tribunálem pro bývalou Jugoslávii (ICTY).
30. dubna – středa
 Při již 3. hlasování o vyslovení nedůvěry Topolánkově vládě hlasovalo pro 98 opozičních poslanců, proti bylo 101.
 V Afghánistánu byl zabit další český voják. Spolu s dalšími vojáky najel v provincii Lógar lehce obrněným vojenským vozem Hummer na nastraženou výbušninu.